# Thricops aculeipes
Thricops aculeipes är en tvåvingeart som först beskrevs av Zetterstedt 1838.  Thricops aculeipes ingår i släktet Thricops och familjen husflugor. Arten är reproducerande i Sverige. Inga underarter finns listade i Catalogue of Life.